# 卡尔卡松区
卡尔卡松区（法語：arrondissement de Carcassonne）是法国奥德省所辖的一个区。总面积2309.7平方公里，总人口161587，人口密度70人/平方公里（2018年）。主要城镇为卡尔卡松。

## 辖区
卡尔卡松区辖有186个市镇。